# Veículos derivados do Ônibus Espacial

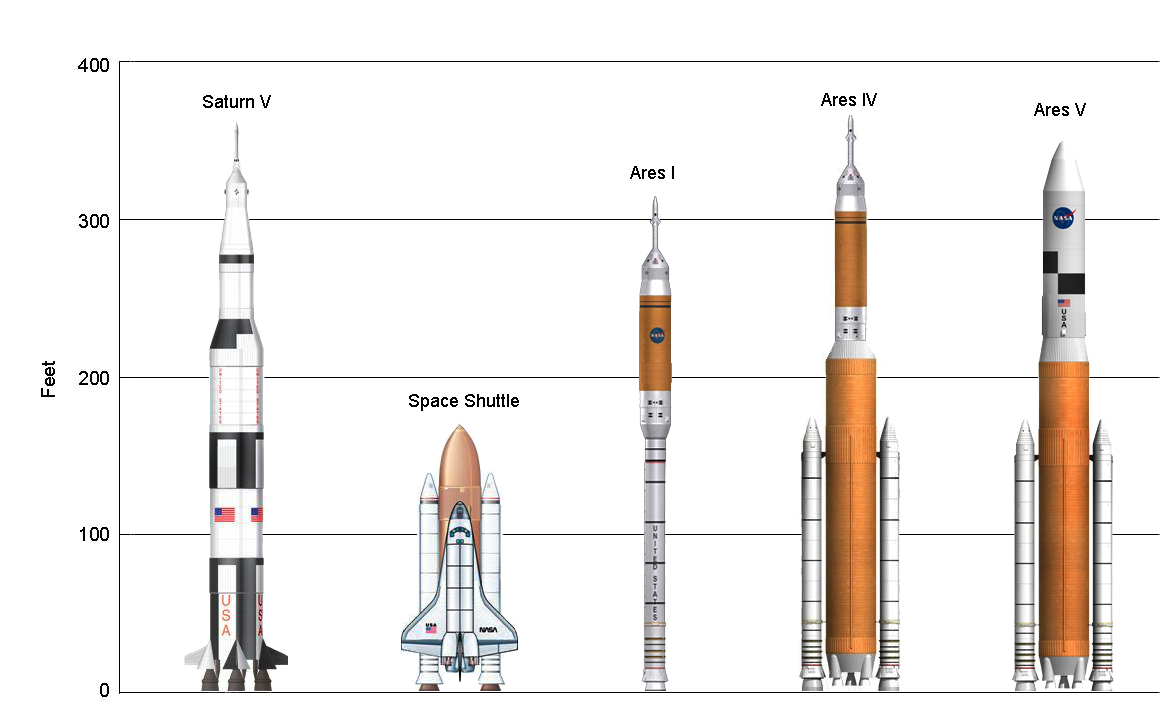
Comparação dos veículos: Saturno V, Ônibus Espacial, Ares I, Ares IV e Ares V.

Veículos derivados do Ônibus Espacial, (em inglês Shuttle-Derived Launch Vehicle ou SDV) é um termo usado para descrever uma linha de conceitos que foram estudados para criar veículos lançadores a partir dos componentes, da tecnologia e infraestrutura, criados para o programa do Ônibus Espacial.
Esses veículos fizeram parte dos planos da NASA, várias vezes no passado. No final das décadas de 80 e de 90, a NASA estudou formalmente um veículo destinado exclusivamente ao transporte de cargas, o Shuttle-C, que deveria servir para o reabastecimento da 
Estação Espacial Internacional.
Em 2005, a NASA decidiu prosseguir com o desenvolvimento dos projetos do Ares I e do Ares V, ambos baseados em componentes do 
Ônibus Espacial ligeiramente modificados, para missões destinadas a Lua e a Marte.
A agência também estudou o projeto de um terceiro veículo, o Ares IV. Em Abril de 2011, o veículo escolhido pela NASA, para a função, acabou sendo o Space Launch System (SLS).